# XHCSAG-FM
XHCSAG-FM es una estación de radio social en 101.9 MHz en Mérida, Yucatán, México. La emisora es propiedad de la asociación civil La Visión de Dios, A. C.  y comenzó a transmitirse en marzo de 2023 bajo el nombreVida Nueva.
XHCSAG fue uno de los premios de concesión más disputados en la historia de la radiodifusión mexicana, en gran parte debido al nombre del concesionario, lo que alimentó las preocupaciones sobre el uso de la frecuencia para la programación religiosa. La ley mexicana no permite que asociaciones religiosas o pastores registrados tengan concesiones de transmisión.

## Historia

### Concesión
El programa anual de frecuencias del Instituto Federal de Telecomunicaciones (IFT) para 2017 incluyó una asignación de Clase A social para Mérida. En la ventana de solicitud se presentaron tres partes: La Visión de Dios, A. C., el 2 de octubre; Arte y Cultura por Solidaridad, A. C., el 11 de octubre; y Radio Tonatiuh, A. C., el 12 de octubre.: 67  Como los otros dos solicitantes ya tenían una estación social cada uno (XHACS-FM en Playa del Carmen y XHCSAL-FM sin construir en Valladolid, Yucatán, respectivamente), el IFT aprobó la solicitud de La Visión de Dios.
El 29 de mayo de 2019, Rebeca Chan Cámara, representante legal de La Visión de Dios, recibió los trámites oficiales en las oficinas del IFT en la Ciudad de México. En una entrevista de julio con El Economista, la primera con un medio nacional, explicó que sus planes de construir una estación de radio se derivan de un plan para reducir las adicciones a las drogas, que han afectado a personas cercanas a ella; Yucatán lidera al país en suicidios. Se planeó que la estación se iniciara antes de fines de 2019 a un costo total de construcción de aproximadamente 4 millones de pesos.

### Crítica
El nombre de la concesionaria, haciendo referencia explícita a Dios, convirtió la concesión de La Visión de Dios en un pararrayos de críticas de medios y analistas jurídicos. Artículo 41 de la Ley de Asociaciones Religiosas y Culto Público contiene una prohibición explícita sobre la propiedad de medios de comunicación masiva por parte de asociaciones religiosas, con excepción de las «publicaciones impresas de carácter religioso». Florence Toussaint, Jorge Bravo, Gerardo Soria, y otros analistas criticaron el premio, al igual que organizaciones como la Asociación Mexicana por el Derecho a la Información (AMEDI). El IFT defendió sus acciones en un comunicado, señalando que su propia investigación encontró que ninguno de los miembros de La Visión de Dios eran ministros religiosos registrados y que no podía negar la solicitud basándose en el nombre del solicitante.
El premio se produjo en medio del cabildeo al presidente Andrés Manuel López Obrador por parte de líderes religiosos, en particular el titular de la Hermandad Nacional de Iglesias Cristianas Evangélicas (Confraternice), para cambiar la Ley de Asociaciones Religiosas y eliminar la prohibición de propiedad de medios religiosos. Estas propuestas se encontraron con una reacción negativa de los legisladores en el Senado. Varias estaciones de radio social ya transmiten programación religiosa, como las estaciones propiedad de la Fundación Cultural para la Sociedad Mexicana.
En junio, un reportero local de Novedades Yucatán intentó ubicar la residencia legal que figura en la concesión, en la colonia Chichí Suárez de Mérida, y encontró que la calle en la que decía estar ubicada la asociación civil no existía; sin embargo, Chan declaró que el transmisor de la estación se construiría en un terreno que ella posee en esa área. Funcionarios en Yucatán dijeron que no tenían ningún registro de la incorporación de La Visión de Dios en el estado.

### Inicio de transmisión
XHCSAG-FM comenzó a transmitir el 15 de marzo de 2023, luego de demoras atribuibles a la pandemia de COVID-19 que aumentaron los tiempos de espera para obtener los permisos de aviación necesarios para construir la torre. La emisora tenía que salir al aire; ya se le había otorgado una extensión de 180 días para comenzar a transmitir, y firmó solo unos días antes de que caducara la extensión.